# 洛马尼亚
洛马尼亚（義大利語：Lomagna），是意大利莱科省的一个市镇。总面积3平方公里，人口4772人，人口密度1590.7人/平方公里（2009年）。国家统计（ISTAT）代码为097044。